# Haus Sachsen-Altenburg

Wappen des Hauses Sachsen-Altenburg

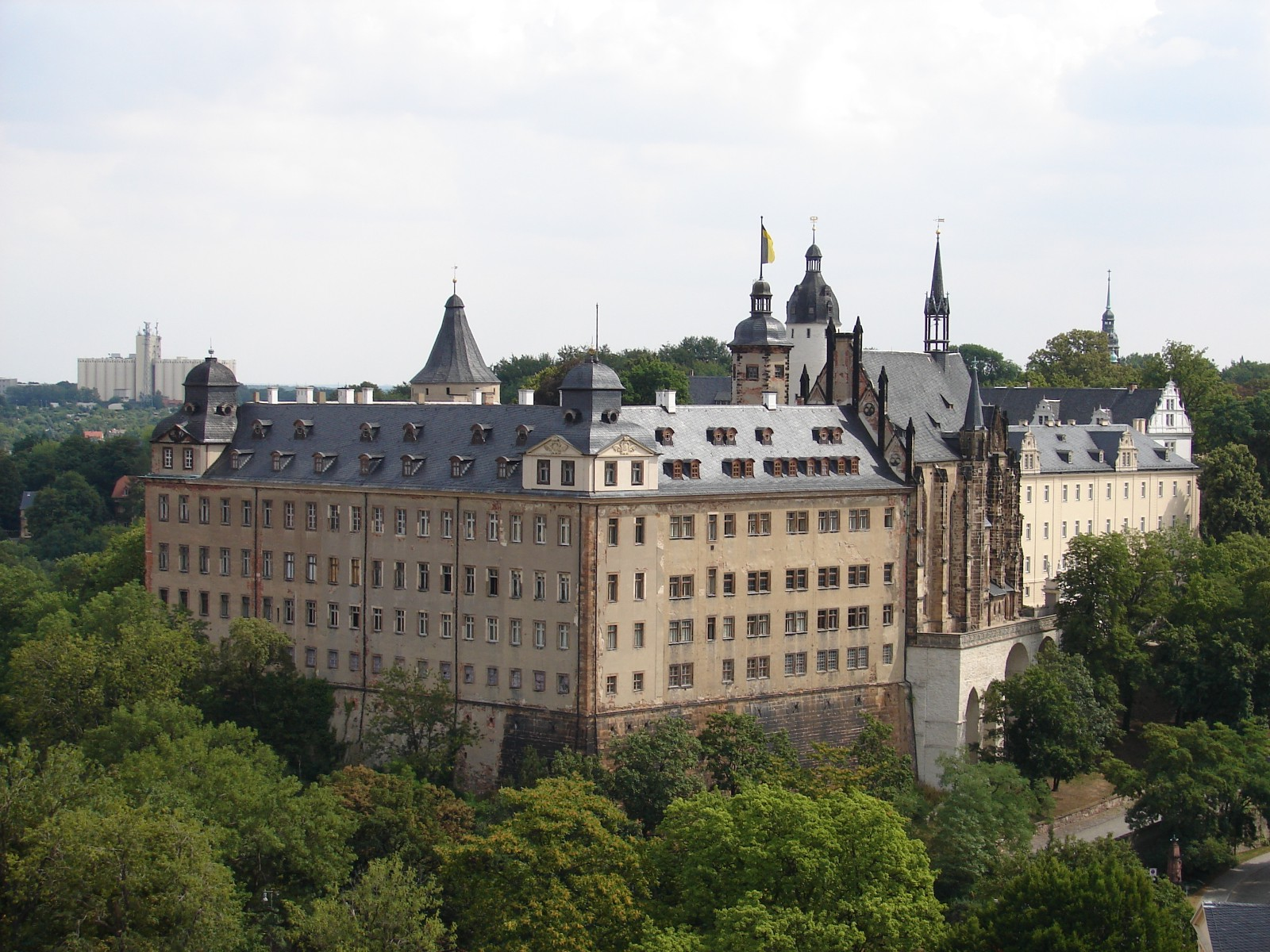
Residenzschloss Altenburg

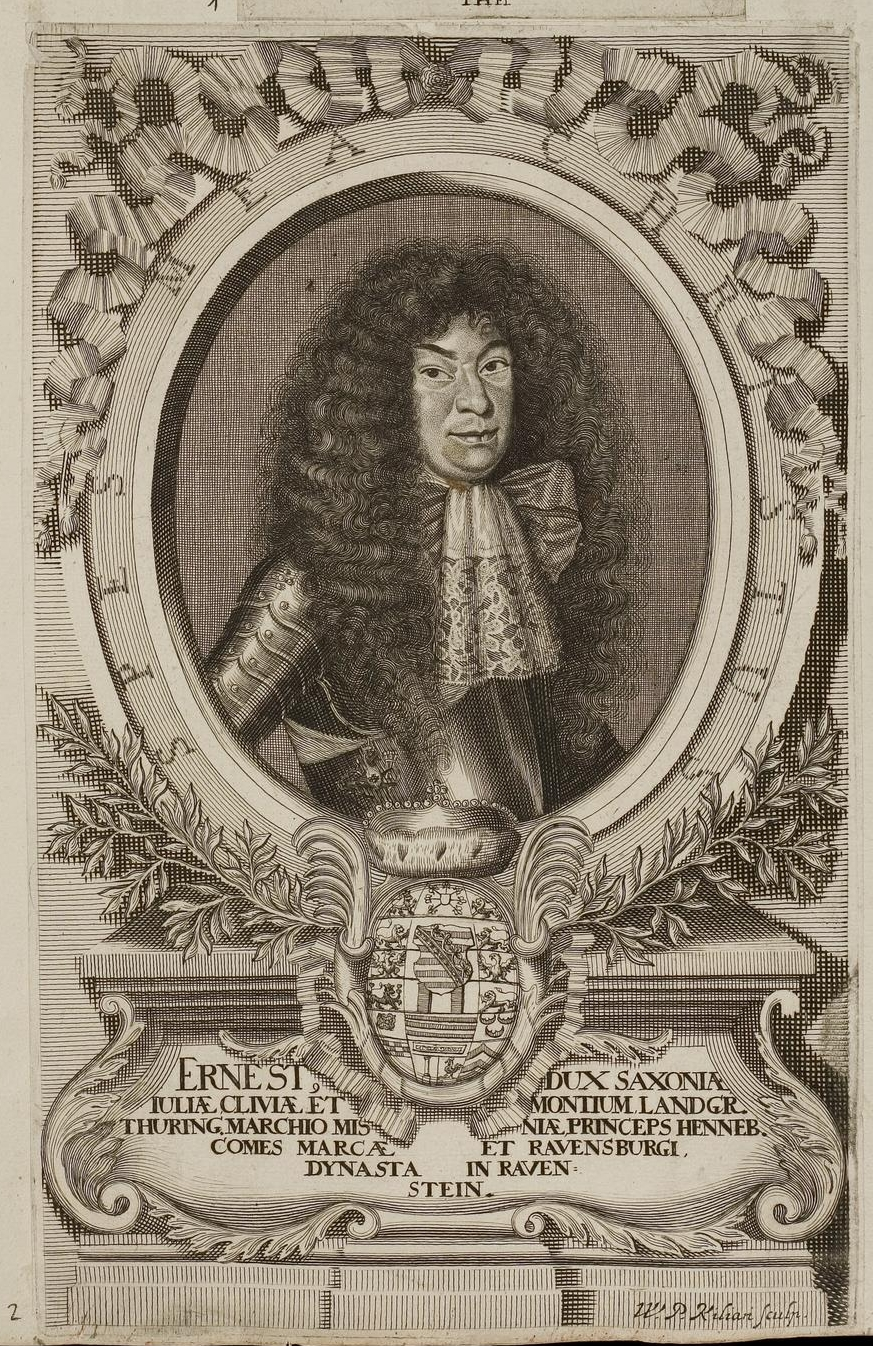
Herzog Ernst von Sachsen-Hildburghausen, Stammvater des Hauses Sachsen-Altenburg

Das Haus Sachsen-Altenburg, eigentlich das Jüngere Haus Sachsen-Altenburg, bis 1826 Haus Sachsen-Hildburghausen, war ein deutsches Fürstenhaus. Es handelte sich um einen jüngeren Zweig der Ernestiner, die wiederum den älteren Zweig des Hauses Wettin bilden, und erlosch 1991 im Mannesstamm. Die Familie nannte sich um als sie mit dem Teilungsvertrag zu Hildburghausen einen anderen Besitz erhielt. Der Familienzweig stellte die Herzöge zweier Ernestinischer Herzogtümer: von 1680 bis 1826 in Sachsen-Hildburghausen und von 1826 bis 1918 in Sachsen-Altenburg.

## Geschichte

### Entstehung
Mit dem Tod des Herzogs Friedrich Wilhelm III. erlosch 1672 das Ältere Haus Sachsen-Altenburg, das eine Linie des Hauses Sachsen-Weimar war. Das damalige Herzogtum Sachsen-Altenburg wurde daraufhin aufgeteilt: Ein Viertel ging an Sachsen-Weimar und drei Viertel, darunter die Residenzstadt Altenburg, an Sachsen-Gotha, das sich aufgrund dieser Erweiterung in Sachsen-Gotha-Altenburg umbenannte. Nachdem der gothaische Herzog Ernst der Fromme drei Jahre später im Jahr 1675 gestorben war, kam es 1680 beim Gothaer Hauptrezess zu einer neuerlichen Erbteilung unter seinen sieben Söhnen. Drei davon hinterließen selbst keine Erben, die übrigen vier Linien blühten weiter: das Haus Sachsen-Gotha-Altenburg als älteste Linie (erloschen 1825), die auch gegenwärtig (Stand: 2022) noch blühenden Linien Haus Sachsen-Meiningen (zweitälteste) und Haus Sachsen-Coburg und Gotha (jüngste) sowie das Haus Sachsen-Hildburghausen (späteres Haus Sachsen-Altenburg).

### Sachsen-Hildburghausen
Das Haus Sachsen-Hildburghausen ging auf Herzog Ernst (1655–1715), den sechsten Sohn Ernsts des Frommen, zurück und bildete damit die drittälteste überlebende der vier 1680 entstandenen Linien – und bei Einbeziehung von Sachsen-Weimar die viertälteste ernestinische Linie. Herzog Ernst bekam das bei der Teilung 1680 neugebildete und im heutigen Südthüringen gelegene Herzogtum Sachsen-Hildburghausen (siehe dort auch ein listenhafter Überblick aller regierenden Herzöge), das 1702 die volle Souveränität vom Herzogtum Sachsen-Gotha-Altenburg erlangte und damit seither bis auf seinen Status als unmittelbarer Teil des Heiligen Römischen Reiches landeshoheitlich unabhängig war. Ernst ließ sich als Residenz das Schloss Hildburghausen in Hildburghausen errichten.
Auf Herzog Ernst folgten in direkter männlicher Linie vier weitere Herzöge von Sachsen-Hildburghausen: Ernst Friedrich I. (1681–1724, regierte ab 1715), Ernst Friedrich II. (1707–1745, ab 1724 unter Vormundschaft seiner Mutter Sophia Albertine von Erbach-Erbach, regierte ab 1728), Ernst Friedrich III. (1727–1780, ab 1745 unter Vormundschaft seiner Mutter Caroline von Erbach-Fürstenau, regierte ab 1748), sowie Friedrich (1763–1834, ab 1780 unter Vormundschaft seines Urgroßonkels Joseph Friedrich, regierte von 1787 bis 1826). Den adelsrechtlich höchsten Rang aller Angehörigen des Hauses während dieser Epoche erreichte Therese von Sachsen-Hildburghausen (1792–1854), eine Tochter Friedrichs. Sie heiratete Ludwig I. und war dadurch seit 1825 Königin von Bayern; anlässlich ihrer Hochzeit im Oktober 1810 begeht man seither auf der nach ihr benannten Theresienwiese in München das Oktoberfest. Ihre Schwester Luise (1794–1825) war von 1816 bis zu ihrem Tod Herzogin von Nassau und wurde durch ihren Sohn Adolph zur Stammmutter der Großherzöge von Luxemburg.

### Gebietstausch 1826
Nachdem im Februar 1825 Sachsen-Gotha-Altenburgs letzter Herzog Friedrich IV. verstorben und damit auch das Haus Sachsen-Gotha-Altenburg – die älteste der 1680 entstandenen Linien – im Mannesstamm erloschen war, entbrannte unter seinen Erben ein Streit um die Nachfolge bzw. um eine mögliche Aufteilung der Gebiete. Nach zähen Verhandlungen unter Vermittlung des sächsischen Königs Friedrich August des Gerechten, bei denen sich Sachsen-Hildburghausens Herzog Friedrich mit seinen Ansprüchen noch am ehesten zurückgehalten hatte, kam es schließlich zu einer Einigung, die im Teilungsvertrag zu Hildburghausen vom November 1826 endgültig festgeschrieben wurde. Sie sah umfangreiche Gebietserweiterungen für Sachsen-Meiningen vor, an das auch Sachsen-Hildburghausen größtenteils fiel.
Als Ausgleich erhielt der Herzog von Sachsen-Hildburghausen den östlichen Teil Sachsen-Gotha-Altenburgs, das Herzogtum Sachsen-Altenburg (siehe dort auch ein listenhafter Überblick aller regierenden Herzöge). Damit einher ging etwa eine Verdreifachung der Anzahl seiner Untertanen: Im Jahr 1816 hatte Sachsen-Hildburghausen 29.706 Einwohner, eine amtliche Zählung von 1826 wies für Sachsen-Altenburg 107.509
Einwohner aus.

### Sachsen-Altenburg
Noch im November 1826 verließ Friedrich seine Heimatstadt Hildburghausen und zog mit seinem Gefolge in Altenburg ein. Entsprechend seinem nunmehrigen Titel als Herzog von Sachsen-Altenburg, als der er bis zu seinem Tod 1834 regierte, erhielt auch das Fürstenhaus den neuen Namen Haus Sachsen-Altenburg. Auf Friedrich folgten vier weitere Herzöge, die im Schloss Altenburg residierten: Sein Sohn Joseph (1789–1868) musste im Zuge der Revolutionen 1848/1849 mangels erbberechtigter Söhne zugunsten seines Bruders Georg (1796–1853) abdanken, der das Land von Ende 1848 bis zu seinem Tod regierte. Ihm folgte 1853 sein Sohn Ernst I. (1826–1908) und dann dessen Neffe Ernst II. (1871–1955). Dieser regierte von 1908 bis 1918, als im Zuge der Novemberrevolution alle Dynastien im Deutschen Reich ihren Thron verloren, als letzter Herzog von Sachsen-Altenburg. Er war der einzige in Altenburg geborene Herzog dieser Linie, alle seine Vorgänger stammten gebürtig noch aus Hildburghausen.
Prinzessinnen aus dem Hause Sachsen-Altenburg heirateten in verschiedene deutsche und internationale Fürstenhäuser ein. Den adelsrechtlich höchsten Rang erreichte dabei Herzog Josephs älteste Tochter Marie (1818–1907), die 1851 bis 1866 als Gemahlin Georgs V. die letzte Königin von Hannover war. Ihre jüngere Schwester Elisabeth (1826–1896) war als Gattin Peters II. von 1853 bis zu ihrem Tod Großherzogin von Oldenburg. Eine weitere Schwester, Alexandra (1830–1911), heiratete ebenso wie Elisabeth (1865–1927), eine Tochter von Alexandras Cousin Moritz (1829–1907), ins russische Kaiserhaus Romanow-Holstein-Gottorp ein; als Gattinnen nachgeborener Großfürsten wurden sie zu russischen Großfürstinnen. Die älteste Tochter von Moritz, Marie Anna (1864–1918), war als Gemahlin Georgs von 1893 bis 1911 eine Fürstin von Schaumburg-Lippe. Zur Wende zum 20. Jahrhundert ebenfalls mit deutschen Bundesfürsten verheiratet waren zwei weitere Cousinen von Moritz: die Schwestern Antoinette (1938–1908), 1871 bis 1904 Herzogin von Anhalt, und Marie (1845–1930), 1880 bis 1909 Fürstin von Schwarzburg-Sondershausen.

### Erlöschen
Ernst II. verstarb 1955 als letzter der ehemaligen Bundesfürsten – und als einziger unter ihnen, der in der DDR lebte. Da bereits 1902 auch Albert, der letzte männliche Nachkomme von Georgs Bruder Eduard, verstorben war, gab es nach Ernst II. nur noch seine beiden Söhne Erbprinz Georg Moritz (1900–1991) und Friedrich Ernst (1905–1985). Beide hatten jedoch keine Söhne, so dass das Haus Sachsen-Altenburg 1991 mit dem Tod von Georg Moritz – in Nachfolge seines Vaters von 1955 bis 1991 Chef des Hauses – im Mannesstamm erlosch. Aufgrund einer Adoption gibt es jedoch weiterhin Namensträger, die dem mährischen Uradelsgeschlecht Praschma entstammen: Alberts Tochter Marie (1888–1947), eine Cousine zweiten Grades des letzten Herzogs, adoptierte 1939 Franz Graf Praschma (1934–2012) unter dem Namen Prinz von Sachsen-Altenburg. Sein Sohn Henning Prinz von Sachsen-Altenburg (* 1968) sowie dessen Nachfahren setzen diese Linie fort.

## Stammliste
Das Haus Sachsen-Altenburg bzw. Sachsen-Hildburghausen brachte von Herzog Ernst bis Erbprinz Georg Moritz neun Generationen im Mannesstamm hervor.